# リザーブカード
リザーブカード（Reserve card）とは、飲食店などで使われるステンレス製のカード。

## 概要
予約席を明示するためにテーブルに置かれる。
ステンレス製の板が山折りにされ、片面に「Reserve」と刻印してある。文字の上に小窓が設置され、予約席の名前が書かれたカードが挿入される形式のものもある。
予約者に該当する数字のみを記載した一回り小さいカードもあり、こちらはテーブルナンバーカードと呼ぶ。